# Carpintería (Perú)
Carpintería es un caserío peruano ubicado en el distrito de Jililí, perteneciente a la provincia de Ayabaca del departamento de Piura, al norte del Perú. 

## Ubicación
Carpintería se ubica al norte de la provincia de Ayabaca, en el distrito de Jililí, en el departamento de Piura.

## Demografía
En 2017 Carpintería tenía una población de 95 habitantes.
| Gráfica de evolución demográfica de Carpintería entre 1993 y 2017 |
|                                                                   |
| Fuentes: Población 1993 y 2017                                    |